# Christina Brabetz
Christina Brabetz est une violoniste sud-africaine et allemande née le 8 octobre 1993 à Windhoek en Namibie. Elle fréquente l'école allemande du Cap et remporte ses premiers prix de musique dans des compétitions locales et nationales. Elle est rapidement reconnue comme prometteuse. Âgée de treize ans, elle est admise à l'académie de musique de Detmold. En 2010, elle emporte le Grand prix TONALi (de) et en 2012, le Prix spécial de Nordrhein-Westfalen pour les jeunes artistes (de).

## Source de la traduction
- (en) Cet article est partiellement ou en totalité issu de l’article de Wikipédia en anglais intitulé « Christina Brabetz » (voir la liste des auteurs).